# Hobbit (filmserie)
Hobbit är en filmtrilogi baserad på J.R.R. Tolkiens roman Bilbo – En hobbits äventyr från 1937. Den första filmen, Hobbit: En oväntad resa, hade biopremiär den 12 december 2012, den andra, Hobbit: Smaugs ödemark, hade den 11 december 2013 och den tredje, Hobbit: Femhäraslaget, hade den 9 december 2014. Filmerna skulle ha regisserats av Guillermo del Toro, men han hoppade av på grund av filmens många förseningar. Filmerna regisserades i stället av Peter Jackson, som bland annat har regisserat hela filmtrilogin om Härskarringen från åren 2001 till 2003. 

## Handling
Filmerna kretsar kring berättelsen om en hobbit vid namn Bilbo Bagger (Martin Freeman), som bor i det fredliga landet Fylke i den fiktiva världen Midgård. Han får besök av en trollkarl vid namn Gandalf (Ian McKellen), som har kommit till Fylke för att be Bilbo om en tjänst. Med sig har Gandalf ett följe av tretton dvärgar, vilkas ledare är dvärgen Torin Ekenskölde (Richard Armitage), vars farfar var kung över dvärgariket Erebor, som förintades av en drake vid namn Smaug (Benedict Cumberbatch) för länge sedan. Gandalf och Torin har tillsammans lagt upp en plan om att färdas tillbaka till Erebor under Ensamma berget för att besegra Smaug, som nu uppehåller sig där. Enligt planen ska de ta hjälp av Bilbo för att kunna ta sig in i Erebor.
Bilbo, Gandalf och dvärgarna ger sig ut på en farofylld resa som tar dem till Midgårds östra länder. Under resan kommer Bilbo dessutom finna en mytomspunnen ring - Den enda ringen - som får honom att bli helt osynlig.

## Rollista
Nedan följer en tabell över skådespelare bakom nämnvärda rollfigurer i filmerna. Beteckningen (r) visar att skådespelaren bara har lånat sin röst till figuren i fråga.
| Roll                          | Film                     | Film                     | Film                     |
| Roll                          | En oväntad resa          | Smaugs ödemark           | Femhäraslaget            |
| Thorin och hans sällskap      | Thorin och hans sällskap | Thorin och hans sällskap | Thorin och hans sällskap |
| ----------------------------- | ------------------------ | ------------------------ | ------------------------ |
| Bilbo Bagger                  | Martin Freeman           | Martin Freeman           | Martin Freeman           |
| Balin                         | Ken Stott                | Ken Stott                | Ken Stott                |
| Bifur                         | William Kircher          | William Kircher          | William Kircher          |
| Bofur                         | James Nesbitt            | James Nesbitt            | James Nesbitt            |
| Bombur                        | Stephen Hunter           | Stephen Hunter           | Stephen Hunter           |
| Dori                          | Mark Hadlow              | Mark Hadlow              | Mark Hadlow              |
| Dwalin                        | Graham McTavish          | Graham McTavish          | Graham McTavish          |
| Fíli                          | Dean O'Gorman            | Dean O'Gorman            | Dean O'Gorman            |
| Gandalf                       | Ian McKellen             | Ian McKellen             | Ian McKellen             |
| Glóin                         | Peter Hambleton          | Peter Hambleton          | Peter Hambleton          |
| Kíli                          | Aidan Turner             | Aidan Turner             | Aidan Turner             |
| Nori                          | Jed Brophy               | Jed Brophy               | Jed Brophy               |
| Thorin Ekensköld              | Richard Armitage         | Richard Armitage         | Richard Armitage         |
| Óin                           | John Callen              | John Callen              | John Callen              |
| Ori                           | Adam Brown               | Adam Brown               | Adam Brown               |
| Trollmården och Vattnadal     |                          |                          |                          |
| Bert Troll                    | Mark Hadlow              |                          |                          |
| Elrond                        | Hugo Weaving             |                          | Hugo Weaving             |
| Galadriel                     | Cate Blanchett           | Cate Blanchett           | Cate Blanchett           |
| Lindir                        | Bret McKenzie            |                          |                          |
| Saruman den vite              | Christopher Lee          |                          | Christopher Lee          |
| Tom Troll                     | William Kircher          |                          |                          |
| William Troll                 | Peter Hambleton          |                          |                          |
| Mörkmården och Sjöstad        |                          |                          |                          |
| Alfrid                        |                          | Ryan Gage                | Ryan Gage                |
| Bain                          |                          | John Bell                | John Bell                |
| Bard Bågskytten               |                          | Luke Evans               | Luke Evans               |
| Beorn                         |                          | Mikael Persbrandt        | Mikael Persbrandt        |
| Braga                         |                          | Mark Mitchinson          | Mark Mitchinson          |
| Galion                        |                          | Craig Hall               | Craig Hall               |
| Legolas                       |                          | Orlando Bloom            | Orlando Bloom            |
| Mästaren av Sjöstad           |                          | Stephen Fry              | Stephen Fry              |
| Radagast den brune            | Sylvester McCoy          | Sylvester McCoy          | Sylvester McCoy          |
| Sigrid                        |                          | Peggy Nesbitt            | Peggy Nesbitt            |
| Tauriel                       |                          | Evangeline Lilly         | Evangeline Lilly         |
| Thranduil                     | Lee Pace                 | Lee Pace                 | Lee Pace                 |
| Tilda                         |                          | Mary Nesbitt             | Mary Nesbitt             |
| Dal och Erebor                |                          |                          |                          |
| Dáin II Järnfot               |                          |                          | Billy Connolly           |
| Girion                        | Luke Evans               | Luke Evans               |                          |
| Smaug                         |                          | Benedict Cumberbatch     | Benedict Cumberbatch     |
| Thrór                         | Jeffrey Thomas           |                          |                          |
| Thráin II                     | Mike Mizrahi             |                          |                          |
| Dimmiga bergen och Dol Guldur |                          |                          |                          |
| Nekromanten                   | Benedict Cumberbatch     | Benedict Cumberbatch     | Benedict Cumberbatch     |
| Azog                          | Manu Bennett             | Manu Bennett             | Manu Bennett             |
| Bolg                          | Conan Stevens            | Lawrence Makoare         | Lawrence Makoare         |
| Goblin Scribe                 | Kiran Shah               |                          |                          |
| Gollum                        | Andy Serkis              |                          |                          |
| Narzug                        | Benjamin Mitchell        | Benjamin Mitchell        |                          |
| Storvätten                    | Barry Humphries          |                          |                          |
| Yazneg                        | John Rawls               |                          |                          |
| Prolog                        |                          |                          |                          |
| Barliman Butterbur            |                          | Richard Whiteside        |                          |
| Belladonna (Took) Bagger      | Sonia Forbes-Adam        |                          |                          |
| Betsy Butterbur               |                          | Katie Jackson            |                          |
| Bilbo Bagger                  | Ian Holm                 |                          | Ian Holm                 |
| Bill Ferny Sr.                |                          | Dallas Barnett           |                          |
| Frodo Bagger                  | Elijah Wood              |                          |                          |
| Percy                         |                          | Nick Blake               |                          |

## Från bok till film

### Det inledande utvecklingsarbetet
Peter Jackson och Fran Walsh uttryckte redan 1995 intresse för att filmatisera Hobbiten, som en del av en trilogi (de andra filmerna skulle baseras på Ringarnas Herre). Problemet var att Saul Zaentz hade produktionsrättigheterna till boken, medan distributionsrättigheterna fortfarande tillhörde United Artists. Weinsteins försök att köpa rättigheterna misslyckades. Weinstein bad Jackson att sikta in sig på att pressa fram en filmatisering av Ringarnas Herre. MGM köpte United Artists, medan New Line Cinema fick rättigheterna till Ringarnas Herre. Dessa rättigheter kommer att gå ut 2010. I september 2006 uttryckte MGM intresse av att samarbeta med New Line och Jackson för att göra en så kallad prequel.

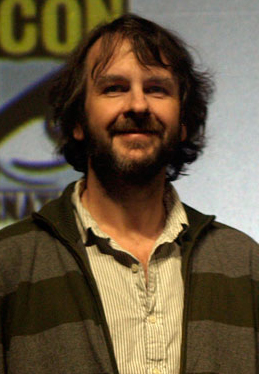
Peter Jackson, filmernas regissör, medförfattare och producent.

I mars 2005 stämde Jackson New Line för förlorade inkomster från marknadsföring och video– och datorspelreleaser i samband med Ringarnas Herre. Jackson ansåg själv att processen var av underordnad betydelse, och var fortfarande inställd på att göra filmen. Robert Shaye, en av New Lines grundare, var emellertid irriterad över stämningen. I januari 2007 ska han ha sagt att Jackson aldrig mer får regissera film åt New Line, och anklagade honom för att vara girig. Men i augusti 2007, efter en serie av floppar, försökte Shaye reparera sin relation till regissören. Han sa, "I really respect and admire Peter and would love for him to be creatively involved in some way in The Hobbit."
Den 16 december 2007, avslöjade New Line och MGM att Jackson skulle bli exekutiv producent för Hobbiten och dess uppföljare. De båda studiorna skulle delfinansiera filmen och den senare studion (via 20th Century Fox) skulle få distribuera den utanför Nordamerika, vilket skulle ha blivit New Lines första affär med en annan stor studio i detta sammanhang. Varje films budget uppskattades till US$150 miljoner, vilket kan jämföras med de US$94 miljoner i budget varje film i Jacksons Sagan om Ringen-trilogi hade. Efter fullföljandet av samgåendet mellan New Line Cinema och Warner Bros. i februari 2008, avslöjade de att de båda filmerna schemalagda att ha premiär i december 2011 och 2012. Producenten Mark Ordesky, som var exekutiv producent för Sagan om Ringen, planerade att återvända för att övervaka prequelfilmerna. Jackson förklarade att han valde att inte regissera filmerna då han ansåg att det skulle ha varit otillfredsställande att konkurrera med sina tidigare filmer.
Samma månad kom Tolkien Estate (genom The Tolkien Trust, en brittisk välgörenhetsorganisation) och HarperCollins Publishers att lämna in en stämningsansökan mot New Line för kontraktsbrott och bedrägeri, samt krävde dem på $220 miljoner i kompensation. Stämningen påstod att New Line hade endast betalat dödsboet en förskottsavgift på $62 500, trots att trilogin globalt hade uppskattningsvis tjänat $6 miljarder från biljettförsäljning och merchendisevaror till försäljning. Den hävdade även att stiftelsen hade rätt till 7,5% av all vinst från någon film baserad på Tolkiens verk, som det var fastställt av tidigare erbjudanden. Med stämningen ville stiftelsen även blockera filminspelningen av Hobbiten. I september 2009 lyckades parterna komma överens. Detaljerna runt uppgörelsen belades med sekretess. Dock visade Tolkien Trusts konton 2009 att den hade mottagit en betalning på £24 miljoner, (över 250 miljoner kronor), för en "filmrättighetsuppgörelse". Christopher Tolkien uttalade sig följande om händelsen: "The trustees regret that legal action was necessary but are glad that this dispute has been settled on satisfactory terms that will allow the Tolkien Trust properly to pursue its charitable objectives. The trustees acknowledge that New Line may now proceed with its proposed film of The Hobbit."

### Samarbetet med del Toro

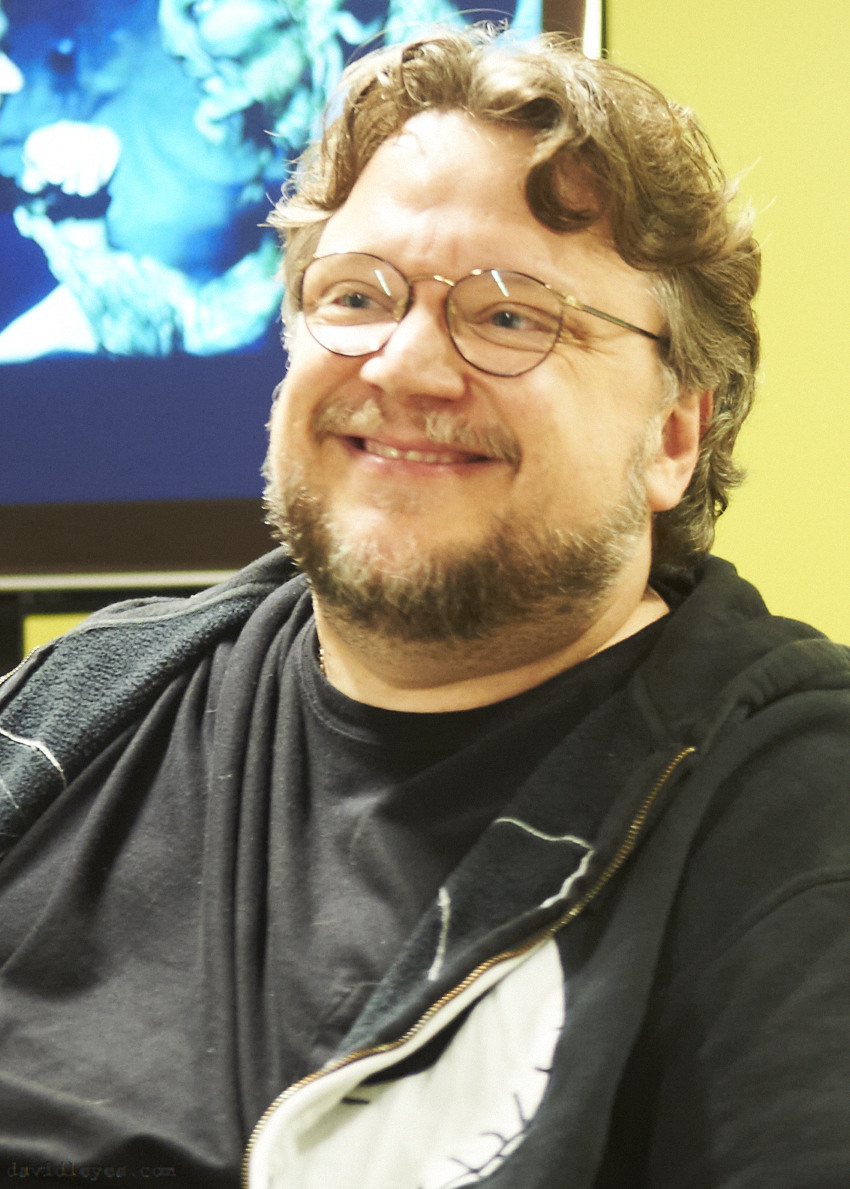
Guillermo del Toro var från början tänkt att regissera filmerna, men lämnade till följd av fördröjningar. Jackson påpekade att del Toros "kreativa DNA" kommer att finnas kvar i manusen och designen.

Bortsett från stämningarna som plågade produktionen, fortsatte den inledande utvecklingsfasen och i april 2008, anlitades Guillermo del Toro till projektet som regissör. Del Toro har sagt att han är ett fan av Jacksons Sagan om Ringen-trilogi och hade tidigare år 2005 diskuterat med honom om att få regissera en filmadaptering av Halo. Trots att det projektet stannade upp, fortsatte de dock att hålla kontakten med varandra. I en intervju från 2006, citerades del Toro följande "I don't like little guys and dragons, hairy feet, hobbits, [...] I don't like sword and sorcery, I hate all that stuff". Efter att ha skrivit på kontraktet om att regissera filmerna i april 2008, publicerade han på TheOneRing.nets forum att han som barn hade blivit förtrollad av Hobbiten, men fann dock att Tolkiens övriga böcker "contain[ed] geography and genealogy too complex for my prepubescent brain". I samband med att han tog jobbet som regissör, började han att "reading like a madman to catch up with a whole new land, a continent of sorts—a cosmology created by brilliant philologist turned Shaman". Han skrev även att sin uppskattning av Tolkien har förbättrats genom sin kunskap om fantasy-genren och folkminnesarkivet han hade åtagit samtidigt som han gjorde sina egna fantasifilmer.
Förproduktionen började i augusti 2008 med att del Toro, Jackson, Walsh och Philippa Boyens påbörjade skrivandet av manusen. Del Toro samarbetade med Jackson, Walsh och Boyens via videokonferenser, samt flög fram och tillbaka var tredje vecka från Los Angeles (där några av designerna tillverkades) till Nya Zeeland för att besöka dem. Han tillbringade sina morgnar till att skriva och eftermiddagarna till att titta på material relaterat till Tolkien i syfte att försöka förstå författarens arbete. Han tittade dessutom på dokumentärer om Första världskriget och frågade Jackson efter boktips, eftersom han är en samlare av minnessaker från kriget. Del Toro kände att Tolkiens upplevelser i det kriget influerade hans berättelser.
I november 2008 sa del Toro att han, Jackson, Walsh och Boyens skulle inse något nytt om historien varje vecka och att manuset var i ständig förändring. Antalet skrivtimmar ökade till tolv timmar varje dag, då de ägnade tre veckor för att slutligen avgöra hur filmernas struktur skulle se ut. Under de första månaderna år 2009, kom de att starta manusarbetet vid 8:30 och slutade omkring 3:00 när del Toro hade möte med Weta (dvs. filmeffektsbolagen Weta Workshop och Weta Digital). Slutförandet av berättelsens konturer och behandlingar avslutade i mars 2009 och studiorna gav klartecken till att börja att skriva på filmmanusen.  Filminspelningen förväntades att äga rum under 2010 i Nya Zeeland, och börja med att del Toro skulle renovera kulisserna av Hobsala i Matamata. För sin del i projektet hade Jackson behållit den skalenliga modellen av Vattnadal och kulisserna av Bag End (som han hade använt som gästhus) från trilogin. Mitt under inspelningen, förväntades det att man skulle ta en paus, vilket skulle ge del Toro tid till att redigera Hobbit-filmerna samtidigt som kulisserna och rekvisitan uppdaterades inför den andra filmen. Han förväntade sig att inspelningarna skulle ta ungefär 370 dagar.
Jackson avslöjade i slutet av november 2009 att han förväntade sig att manuset till Hobbiten inte skulle bli klart förrän tidigast i början av 2010, vilket flyttade fram starten av produktionen till i mitten av sommaren samma år (flera månader senare än förväntat). Avslöjandet skapade tvivel om huruvida filmen skulle klara den tidigare fastlagda premiärdatumen i december 2011 och december 2012 eller inte. Jackson upprepade att inga beslut om rollbesättandet hade gjorts. Den 22 januari 2010, sa Alan Horn i ett uttalande att den första filmen inte skulle få premiär förrän fjärde kvartalet 2012.

### Del Toros tolkning
Den första filmen kommer att stå på egna ben och den andra kommer att vara en övergång och sammanslagning med Peters värld. Jag planerar att ändra och utvidga Peters visuella koncept och jag vet att världen kan skildras på ett annat sätt. Den första är bättre om den blir annorlunda. För den andra filmen har jag ansvaret att hitta en långsam progression och att efterlikna Peters stil.
Del Toro och Jackson hade en positiv arbetsrelation, då de kompromissade när det uppstod oenigheter dem emellan, allt för filmernas skull. Del Toro hade den inställningen att han ansåg sig kunna sköta inspelningen av filmerna själv, något som Jackson noterade att han hade liknade förhoppningar under inspelningarna av sin trilogi och erbjöd därmed sin hjälp som second unit regissör. Del Toro planerade att arbeta med Ringarnas Herre-filmernas bildformat, 2.35:1, i stället för 1.85:1 som han vanligtvis föredrar för sina filmer. Han hoppades att återigen få samarbeta med filmfotograf Guillermo Navarro.
Del Toro delar Jacksons passion för skalenliga modeller och bakgrundsmålningar, men han ville dock öka användningen av animatronics; "We really want to take the state-of-the-art animatronics and take a leap ten years into the future with the technology we will develop for the creatures in the movie. We have every intention to do for animatronics and special effects what the other films did for virtual reality." Spectral Motion (Hellboy, Fantastic Four) var några av de bolag som del Toro ville arbeta med igen. En del av karaktärerna skulle skapas av en mix av datoranimering och animatronics, samt en del som skulle enbart skapas genom animatronics eller animering. Gollum skulle återigen skapas digitalt, då del Toro noterade, "if it ain't broke, why fix it?"
Del Toro sade att han tolkade Hobbiten som att den utspelade sig i en "world that is slightly more golden at the beginning, a very innocent environment" och att filmen måste "[take] you from a time of more purity to a darker reality throughout the film, but [in a manner] in the spirit of the book". Han uppfattade de viktigaste teman som förlust av oskuld, som han liknade med den upplevelse av England upplevde efter första världskriget, och girighet, där han såg representeras genom Smaug och Torin Ekenskölde. Bilbo Bagger bekräftar sin personliga moral under berättelsens tredje akt när han möter Smaug och dvärgarnas "girighet". Han sa även att "The humble, sort of a sturdy moral fibre that Bilbo has very much represents the idea that Tolkien had about the little English man, the average English man", och relationen mellan Bilbo och Torin skulle vara filmens hjärta. Alverna kommer också att vara mindre högtidliga.
Del Toro träffade illustratörerna John Howe och Alan Lee, Weta Workshop chef Richard Taylor, och make-up artisten Gino Acevedo för att försäkra sig att behålla kontinuiteten med de tidigare filmerna, samt anlitade serietecknare för att komplettera Howes och Lees stil i trilogin, däribland Mike Mignola och Wayne Barlowe som började arbeta på projektet i april 2009. Han övervägde även att titta på Tolkiens teckningar och använda element från dessa som inte användes i trilogin. Då Tolkien från början inte hade tänkt sig att den magiska ringen Bilbo hittar skulle vara en kraftfull talisman av ondska som det senare blev etablerat i Sagan om Ringen[källa behövs], del Toro sade att han skulle ta upp dess olikhet i natur i historien, men samtidigt inte försöka avvika för mycket från historiens själ. Samtliga av dvärgarna skulle se olika ut och skilja sig från varandra. Del Toro skulle även ha designat om vättarna och vargarna samt att Mörkmårdens spindlar skulle ha ett annat utseende än Honmonstret. Han kände att vargarna måste förändras därför att "the classical incarnation of the demonic wolf in Nordic mythology is not a hyena-shaped creature".
Del Toro ville även att djuren skulle prata så att Smaugs tal skulle inte vara ologiskt, men han förklarade att de talande djuren skulle porträtteras genom att visa att människor kan förstå dem. Smaug skulle inte ha en "snub Simian [mouth] in order to achieve a dubious lip-synch", och del Toro påstod att om en sådan uppmärksamhet klistras på honom skulle han vara den första designen som påbörjas och den sista att godkännas. Del Toro, vars kinesiska zodiakiska tecken är draken, är fascinerad av mytologiska varelser och försökte använda sig av detta i  Pans labyrint, men kunde inte göra så till på grund av en begränsad budget. Hans favorit bland filmdrakar är Maleficent i Törnrosa och Vermithrax Pejorative från Dragonslayer. Han har även inkluderat ett förord till Howes portfoliobok Forging Dragons, var något han diskuterade kring drakarnas olika symbolik och roller i olika kulturer och legender.
Del Toro och Jackson föreslog att den plötsliga introduktionen av Bard Bågskytten och Bilbos medvetslöshet under Femhäraslaget att vara "less cinematic moments" i likhet med romanens mer "fairy tale world" än Sagan om Ringen, och de skulle ha ändrat dem så att Hobbiten känns mer som trilogin. Men del Toro sade att han tänkte sig att en del av dessa stunder var ikoniska och krävde den "fairy tale logic [to] work as is".
Flera skådespelare lyftes fram av del Toro för roller i filmerna. Han skrev särskilt rollen som Beorn för den amerikanske skådespelaren Ron Perlman. Del Toro hade från början tänkt fråga Perlman om att göra rösten till draken Smaug, men beslöt sig för att inte gå vidare med den tanken. Han träffade den brittiske skådespelaren Brian Blessed för att diskutera möjligheterna för honom att spela Torin Ekenskölde. Regissören sa vid ett senare tillfälle att han tyckte att Ian McShane "would make the most perfect dwarf". Doug Jones, som medverkade i Del Toros film Hellboy, dess uppföljare och Pans labyrint, var intresserad av att spela Thranduil, kungen av Mörkmården och Legolas far. Del Toro antydde emellertid att han hade en annan roll i tankarna för Jones del. Ian McKellen, Andy Serkis, och Viggo Mortensen (som spelade Gandalf, Gollum respektive Aragorn), träffade Del Toro för att diskutera deras eventuella medverkan i filmerna, då han ville att alla skådespelare (inklusive Ian Holm, som spelade den äldre Bilbo i Ringarnas Herre) ska komma tillbaka och spela sina respektive roller, även om han är medveten om att en del inte kan på grund av hälsoproblem. Han övervägde även att eventuellt låta Holm göra berättarens röst. Förutom detta var det Del Toro som från början lyfte fram Sylvester McCoy som Radagast, ett val Peter Jackson senare valde att följa. Trots att del Toro från början ville att Ian Holm skulle återkomma som Bilbo Bagger, poängterade han även att han "absolut" stöttade valet av Martin Freeman som karaktären.
I december 2012, uttryckte sig Philippa Boyens att hon ångrar att del Toros version av filmen förblev ogjord. Hon avslöjade att den skulle ha haft ett annat manus och visuella element, och skulle ha varit mer lik en saga.

### Tiden efter del Toro
Del Toro lämnade under 2010 projektet på grund av de fördröjningar briserat tidigare. Den 28 maj förklarade han vid en presskonferens att på grund av MGM:s finansiella problem hade Hobbit-projektet inte officiellt kunnat få grönt ljus. "There cannot be any start dates until the MGM situation gets resolved... We have designed all the creatures. We've designed the sets and the wardrobe. We have done animatics and planned very lengthy action sequences. We have scary sequences and funny sequences and we are very, very prepared for when it's finally triggered, but we don't know anything until MGM is solved." Två dagar senare, avslöjade del Toro på TheOneRing.net att han "In light of ongoing delays in the setting of a start date for filming" skulle "take leave from helming", där han vidare förklarade att "the mounting pressures of conflicting schedules have overwhelmed the time slot originally allocated for the project. [...] I remain an ally to it and its makers, present and future, and fully support a smooth transition to a new director". Rapporter kom senare att börja flöda på Internet kring möjliga regissörer, det som dock var uppenbart att studiorna ville ha Jackson för jobbet, men flera namn som till exempel Neill Blomkamp, Brett Ratner, David Yates och David Dobkin nämndes.
Denna incident hade dock mottagits av en negativ reaktion från flera Hobbit-fans, som var arga på MGM för att de fördröjde projektet. De försökte också tvinga studion att försöka sälja sina rättigheter till Warner Bros. Den 27 juli, svarade del Toro på dessa arga fans, och sade att "it wasn't just MGM. These are very complicated movies, economically and politically."
Den 25 juni 2010, rapporterades det att Jackson hade ingått förhandlingar om att regissera den två-delade filmen. Den 15 oktober 2010, bekräftade New Line Cinema och Warner Bros. att Hobbiten skulle börja filmas med Jackson som regissör och att den skulle filmas för 3D. Man rapporterade samtidigt även att filmerna fått grönt ljus, samt att filminspelningen skulle börja i februari 2011. Jackson sade att "Exploring Tolkien's Middle-earth goes way beyond a normal film-making experience. It's an all-immersive journey into a very special place of imagination, beauty and drama."

### Arbetskonflikten i Nya Zeeland
Den 24 september 2010, genomförde organisationen International Federation of Actors en "Do Not Work" order, där de rådgav sina medlemsorganisationer (däribland Screen Actors Guild) att "The producers... have refused to engage performers on union-negotiated agreements." Detta skulle utsätta skådespelarna som arbetade på filmen för en eventuell uteslutning ur förbundet. Som svar på kraven, övervägde Warner Bros och New Line Cinema att flytta produktionen någon annanstans, medan Jackson nämnde möjligheten att förlägga inspelningen i Östeuropa.
Till följd av detta, delvis av att man brydde sig om Tolkien turism-effekten, valde tusentals nyzeeländare att den 25 oktober 2010 organisera protestmarscher för att produktionen skulle stanna i Nya Zeeland, då man påstod att ett byte av inspelningsplats utanför landet skulle potentiellt kosta landets ekonomi upp till $1,5 miljarder. Efter två dagars samtal med landets regering (däribland deltagandet av premiärministern John Key), valde cheferna på Warner Bros. den 27 oktober att inspelningarna av filmerna skulle äga rum i Nya Zeeland som det tidigare hade planerats. I utbyte mot detta valde regeringen att lägga fram lagstiftning för att ta bort rätten för arbetarna att kunna organisera sig i fackföreningar inom filmindustrin, samt att ge pengar till filmer med stor budget som produceras i Nya Zeeland. Lagarna vände på ett beslut av landets högsta domstolen som kallas för Bryson v Three Foot Six Ltd rörande Employment Relations Act 2000, där en modellmakare vid namn Mr Bryson var en "anställd" som kunde organisera en fackförening för att försvara sina intressen. Keys regerings lagar har kritiserats för att bryta med Internationella arbetsorganisationens kärna dvs. Konventionen angående föreningsfrihet och skydd för organisationsrätten om organisationsfrihet, och ger en orättvis subvention för att skydda multinationella affärsintressen.
Vissa har därefter kallat priset (ytterligare finansiella bidrag och särskilda lagar som gjorts för producenternas fördel) att Nya Zeeland hade fått betala för att behålla filmen, för "ockerpriser".  Det hävdades också att diskussionen hade inträffat i ett klimat av "överdrift och hysteri".

### Tre filmer
Projektet hade sedan 2006 bestått av två delar, men det föreslagna materialet för de båda delarna förändrades under projektets gång. MGM visade sitt intresse för en andra film år 2006, som skulle äga rum mellan Hobbiten och Sagan om Ringen. Jackson instämde, om att "one of the drawbacks of The Hobbit is it's relatively lightweight compared to LOTR [Lord of the Rings]...  There's a lot of sections in which a character like Gandalf disappears for a while. – he references going off to meet with the White Council, who are actually characters like Galadriel and Saruman and people that we see in Lord of the Rings. He mysteriously vanishes for a while and then comes back, but we don't really know what goes on." Jackson var även intresserad av att visa Gollums resa till Mordor och att Aragorn börjat vaka över Fylke.
Efter att ha blivit anlitad som regissör år 2008, bekräftade del Toro att uppföljaren skulle handla om "trying to reconcile the facts of the first movie with a slightly different point of view. You would be able to see events that were not witnessed in the first." Han påpekade även att historien måste enbart utgå ifrån vad som nämns i Hobbiten och Sagan om Ringen, då de inte har rättigheterna till Silmarillion och Sagor från Midgård. Han konstaterade även (innan manusarbetet började) att om de inte kunde hitta en sammanhängande berättelse för den andra filmen, skulle de enbart filma Hobbiten, då "The Hobbit is better contained in a single film and kept brisk and fluid with no artificial 'break point'." I november 2008, erkände han att boken var mer detaljerad och händelsefull än vad folk kan komma ihåg. Han beslöt sig därmed för att överge konceptet med en "bro-film", då han kände att det vore bättre för de båda filmerna att enbart innehålla material från Hobbiten:
when you lay out the cards fro [sic] the story beats contained within the book (before even considering any apendix [sic] material) the work is enormous and encompasses more than one film. That's why we are thinking of the two installments as parts of a single narrative. That's why I keep putting down the use of a "bridge" film (posited initially). I think the concept as such is not relevant anymore. I believe that the narrative and characters are rich enough to fit in two films.
Del Toro sade att han möttes av två möjliga ställen att bryta historien på, däribland Smaugs nederlag. Han noterade att den andra filmen skulle sluta med att leda in direkt till handlingen av Sagan om Ringen. I juni 2009, avslöjade del Toro att han hade beslutat sig för var han skulle dela upp historien, vilket var baserat på kommentarer från fans kring förändringen av Bilbos relation med dvärgarna. Den andra filmens handling skulle också ha berott på hur många skådespelare som kunde ha repriserat sina roller.
Även om Hobbiten från början var tänkt som en två-delad film, bekräftade Jackson den 30 juli 2012, planerna om en tredje film, vilket gjorde hans adaptering av romanen till en trilogi. Enligt Jackson, skulle den tredje filmen använda sig av omfattande användning av de bilagor som Tolkien skrev för att expandera berättelsen om Midgård (publicerad i slutet av Konungens återkomst). Medan den tredje filmen kommer till stor del att använda sig av material som ursprungligen filmats för del ett och två, kommer det även att kräva ytterligare filmning. Som en följd av detta fick film två en ny titel dvs. The Desolation of Smaug och film tre fick titeln There and Back Again i augusti 2012. Den 24 april 2014 bekräftade Jackson via sin facebooksida att den tredje filmens titel bytts ut till The Hobbit: The Battle of Five Armies (Hobbit: Femhäraslaget) som följd av splittringen från två till tre filmer.

## Filmningen
Filminspelningen inleddes den 21 mars 2011 i Wellington. Inspelningen ägde rum vid Wellington Stone Street Studios, staden Matamata och på andra dolda platser runt om i Nya Zeeland.
Till kostymerna för samtliga dvärgar ingick sex stycken peruker och åtta skägg, som bars av skådespelarna, stuntmännen och de som agerade stand-ins.
I juli 2011, spelades scener till filmserien in vid Pinewood Studios i England. Kulisser byggdes för inspelningen vid studio F, samt N&P. Jackson spelade in en videologg från inspelningarna, där man bland annat kunde se Christopher Lee sminkad och klädd som Saruman.
Den andra inspelningsperioden i Nya Zeeland började i slutet av augusti och avslutades i december 2011.
Hela filminspelningen avrundades efter 266 dagar den 6 juli 2012.
Under maj 2013, påbörjades ytterligare en inspelningsperiod för filmen och dess uppföljare i Nya Zeeland, som pågick i tio veckor.

### Inspelningsplatser
| Fiktiv plats | Specifik plats i Nya Zeeland | Allmänt område i Nya Zeeland |
| ------------ | ---------------------------- | ---------------------------- |
|              | Aratiatia Spillway           | Taupo                        |
|              | Braemar Station              | Tekapo                       |
|              | Canaan Downs                 | Takaka                       |
|              | Denize Bluffs                | Mangaotaki                   |
|              | Earnslaw Burn                | Mount Aspiring nationalpark  |
|              | Eweburn Station              | Te Anau                      |
|              | Greenstone Station           | Greenstone                   |
|              | Harwoods Hole                | Takaka                       |
| Hobsala      | Matamata                     | Waikato                      |
|              | Miramar Peninsula            | Wellington                   |
|              | Ohuto Station                | Okahune                      |
|              | Paradise                     | Otago                        |
|              | Pelorus Bridge               | Marlborough                  |
|              | The Remarkables              | Otago                        |
|              | Rock and Pillar Range        | Otago                        |
|              | Speargrass Flat              | Otago                        |
|              | Strath Taieri                | Middlemarch                  |
|              | Treble Cone Ski Resort       | Wanaka                       |
|              | Turoa Ski Area               | Ruapehu                      |
|              | Wanaka-Mt Aspiring Rd        | Wanaka                       |

### Teknik
Filmerna filmades i 3D med Red Epic kameror. En specialitets rigg designad av 3ality Technica användes under inspelningen av filmerna; där två kameror och en spegel användes för att uppnå en intraokulär effekt som liknar en människas (avståndet mellan ögonen). Det är på detta sätt som rätt djup som krävs för 3D-film uppnås.
Hobbiten kommer troligen att bli den mest högbudgeterade filmen, än så länge att spelas in med Red Digital Cinema Camera Companys Epic camera då Peter Jackson tog emot några av de allra första exemplaren. I en produktionsvideo, avslöjades det att 48 Epic kameror används vid inspelningen.
Filmerna bryter med de mer konventionella filmteknikerna, då de filmades i ett snabbare bildformat, det vill säga 48 bilder per sekund (FPS), vilket är dubbelt så fort som den normala filmstandarden på 24 FPS.
I april 2011, avslöjade Jackson genom sin Facebooksida att han spelar in Hobbiten i 48 fps (bilder per sekund) istället för 24 fps.
Utöver detta, spelas filmerna in i en 5K upplösning. Denna upplösning är väsentligen större HD-upplösningen 1080p. Filmerna filmas digitalt och lagras på 128 GB stora minneskort som passar i RED Epic kamerorna.

### Misstänkt djurmisshandel
People for the Ethical Treatment of Animals (PETA) begär att Nya Zeelands regering ska utreda fall där 27 djur som användes under filminspelningen på grund av dåliga levnadsförhållanden. Andra anklagelser som har kommit in inkluderar bland annat får som fallit ner i sjunkhål, höns som blivit illa tilltygade av okontrollerade hundar, en häst som fallit över en brant jordvall, samt en annan som blivit kvar på marken i tre timmar efter att ha blivit linkade. PETA menar att, istället för "förgäves försvara sig", borde Peter Jackson ge en "fast försäkran om att detta aldrig kommer att hända igen". De kallade också Jackson för "en CGI-mästare", om att han istället skulle kunna göra övertygande CGI-djur, istället för att använda faktiska sådana.

## Efterproduktion

### Musik
Musiken i filmserien om Hobbiten komponeras, orkestreras, dirigeras och produceras av Howard Shore, som stod för musiken i filmserien om Sagan om Ringen. Musiken framförs återigen av London Philharmonic Orchestra, som de även gjorde med Sagan om Ringen. Inspelningarna för filmerna började den 20 augusti 2012 vid Abbey Road Studios. Musiken till filmen En oväntad resa släpptes för försäljning den 11 december 2012 under märket WaterTower Music.
Musikern Neil Finn samt några av skådespelarna, däribland Richard Armitage och de övriga dvärgarna bidrog till filmmusiken.

### Specialeffekter
Till skillnad från orcherna i Sagan om Ringen-filmerna, där skådespelarna bar kroppstäckande smink och proteser, kommer en del av de orcher som syns i Hobbiten att ha datoranimerade ansikten.

## Marknadsföring

### Leksaker
Den 6 oktober 2011, gick Warner Bros. Consumer Products och det amerikanska leksaksföretaget The Bridge Direct ut med att de ingått ett partnerskap kring globala leksaksrättigheter för Hobbit-filmerna. Leksakerna kommer att omfatta actionfigurer, lekset och rollspelstillbehör som till exempel svärd och stridsyxor, som representerar karaktärer och vapen i filmerna.
Den första vågen av leksaker började saluföras i oktober 2012, strax före premiären av Hobbit: En oväntad resa. I Amerika återfinns Toys "R" Us, Kmart, och Walmart som återförsäljare. Games Workshop kommer att tillverka miniatyrer från filmerna som en del i spelet The Lord of the Rings Strategy Battle Game. Företaget har haft rättigheter till att producera miniatyrer från originalboken under ett par år, men har dock inte släppt någon serie, förutom ett fristående spel baserad på Femhäraslaget, med originaldesign som inte är relaterad till filmerna om Sagan om Ringen.
Medan ett antal företag var intresserade för Hobbit licensen, belönade Warner Bros. Consumer Products licensen till Bridge Direct, delvis för att en del av dess chefer och anställda har arbetat med Sagan om Ringen leksakerna under deras tid vid andra leksaksföretag, däribland Toy Biz och Play Along. Bridge Direct, som leds av veteranen inom leksaksbranschen Jay Foreman, är bäst känd för leksaker som till exempel Inkoos aktivitet plysch, och plyschleksaken Zhu Zhu Pets.
Den 16 december 2011, tillkännagav Warner Bros. Consumer Products och Lego tillverkningen av legofigurer och lekset baserad på de då kommande filmversionerna av Hobbiten samt även Sagan om Ringen-trilogin. Släppet av serien Lego The Hobbit: An Unexpected Journey schemalades att sammanfalla med premiären av den första delen av filmserien i december 2012.

### Spel
Warner Bros. Interactive Entertainment har numera rättigheterna till att utveckla spel baserade på Hobbiten efter att Electronic Arts' licens till Sagan om Ringen gått ut 2008. När Guillermo del Toro var den som skulle regissera filmerna hade han angett att spelet, om det skulle bli av, inte skulle släppas i samband med premiären av Hobbit-filmen, dock därefter. Del Toro hade uttryckt sig att även om han ville vara involverad i spelutvecklingen, samtidigt som filminspelningen skulle göra det komplicerat då man hade ett "tight schema". I oktober 2011, bekräftade Warner Bros. att ett spel baserat på Hobbiten skulle släppas under 2012, innan premiären av den första filmen. Studion bekräftade dock inte huruvida spelet skulle sammanfalla med filmen.
Warner Brothers håller på att utveckla två gratis onlinespel som skall marknadsföra filmserien. Företaget kommer att samarbeta med Kabam för att utveckla dessa två titlar.
Monolith Productions har utvecklat spelet Guardians of Middle-earth, som släpptes den 4 december 2012 for PlayStation 3 via PlayStation Network, och 5 december 2012 till Xbox 360 via Xbox LIVE Arcade. Guardians of Middle-earth levererar en multiplayer online battle arena (MOBA) spelset i Midgård och är tillverkat specifikt för spelkonsoler. Spelarna bildar lag som de mest kraftfulla hjältarna från den största fantasi eposet genom tiderna, för upp till 10 spelare tillsammans i strategiska fem mot fem konkurrenskraftiga multiplayer stridsarenor i den episka miljön av Midgård. Spelare kan utveckla och behärska mer än 20 ikoniska väktare, däribland Gandalf, Sauron, Gollum och många fler, samt forma minnesvärda och osannolika allianser med och mot vänner. Spelarna ansluter sig via en in-game voice kommunikationssystem, samt tillgång till en omfattande online stat och leader boards-system där de kan spåra vänners segrar och förluster. Spelet innehåller tie-in material till filmen Hobbit: En oväntad resa som hade premiär den 14 december 2012, under regi av Peter Jackson och en produktion av New Line Cinema och Metro-Goldwyn-Mayer (MGM).

## Utgivning

### Biopremiär

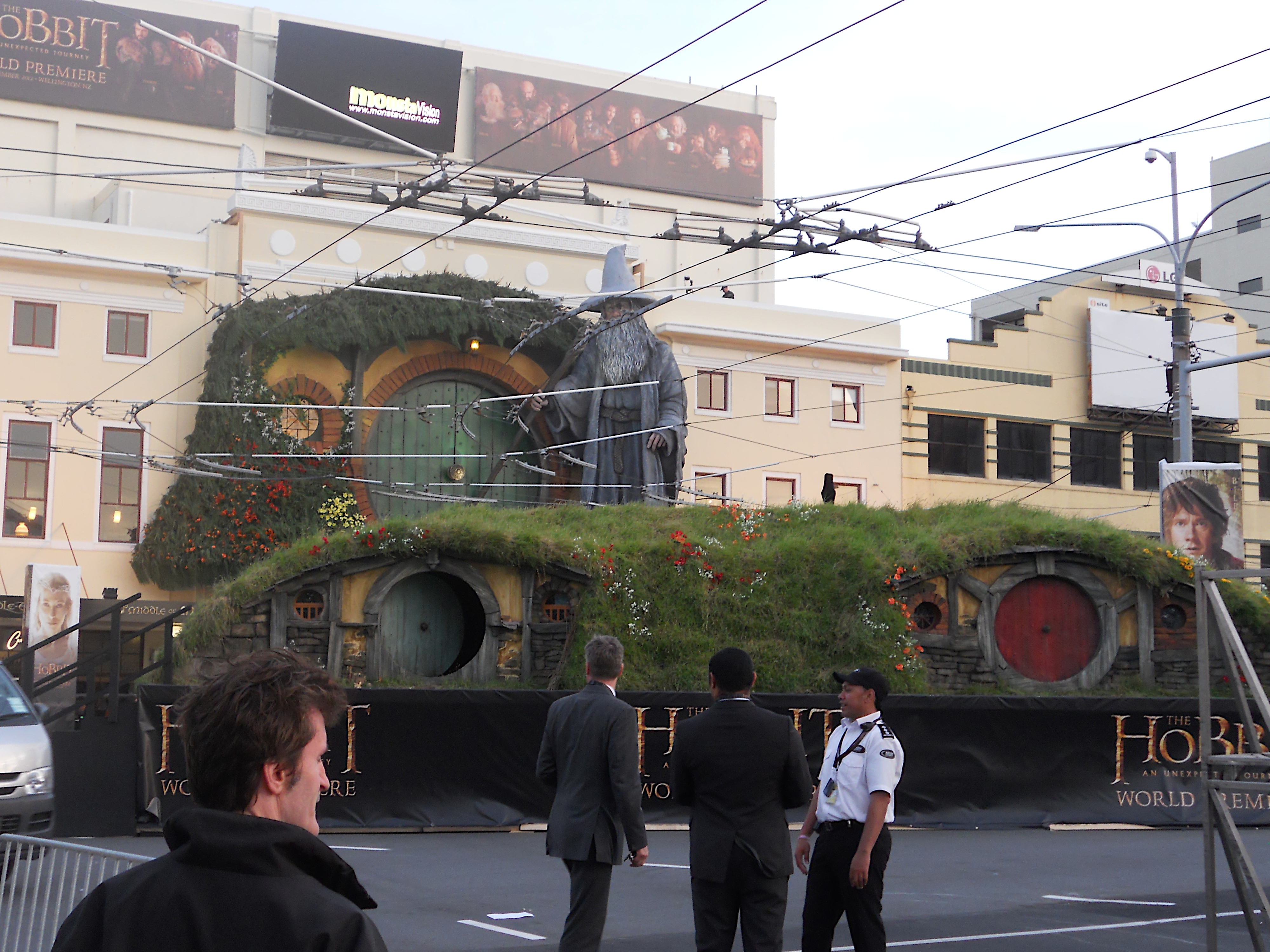
En staty utanför Embassy Theatre i Wellington vid världspremiären av Hobbit: En oväntad resa.

Hobbit: En oväntad resa hade världspremiär den 28 november 2012 i Wellington, Nya Zeeland, som sedan följdes av en vanlig premiär i Nya Zeeland den 12 december.
Biljetterna till midnattsvisningarna av filmen i Nya Zeeland blev slutsålda några minuter efter släppet, vilket fick regissören Peter Jackson att fansen som missat detta "may get something special" vilket kan innebära att de kan få se filmen "possibly even a minute or two before anyone else". Filmen hade premiär i Storbritannien den 13 december 2012 och 14 december i andra delar av världen. Den har en total speltid på 169 minuter (2 timmar och 49 minuter).
Runt 100 000 människor beräknades att besöka röda mattan vid Wellington's Courtenay Place under premiären. Hela eventet sändes live på TV3 och streamades över Internet.
Hobbit: Smaugs ödemark hade premiär den 11 december 2013 och Hobbit: Femhäraslaget den 9 december 2014.

### DVD och Blu-ray
Hobbit: En oväntad resa släpps på Blu-ray och DVD, med 130 minuter extramaterial, den 8 april 2013. Filmen kommer även att släppas som SteelBook™ i limiterad utgåva.

## Mottagande

### Tidiga reaktioner mot hög bildhastighet
Vid en testvisning i april 2012 möttes den nya High Frame Rate-formatet 48 fps av en blandad reaktion. Tidningen Variety uppgav att filmen "såg betydligt skarpare och mer omedelbar än allt som visas innan, vilket ger 3D en smidigare och skarp skärpa", samtidigt som man även konstaterade att "den filmiska glöd av branschstandarden 24 fps" och jämförde filmen med moderna sportsändningar och TV-sändningar. En biografmaskinist klagade på att filmen såg ut som en TV-film.
Peter Jackson hävdade att den dåliga mottagningen inte kom som en överraskning, då det tar ett tag att vänja sig vid formatet. Han påpekade att tio minuter är för lite tid för att ge en rättvis bild av formatet. Hobbiten kommer även att visas i det nuvarande standardformatet 24 fps i biografer som ännu inte har uppgraderat till digitalprojektorer.
En del kritiker svarade positivt på den snabbare bildformatet och konstaterade att det tar ett tag att vänja sig till formatet, dock att den extra klarheten kan få vissa scener att se ut mer som att det är skådespelare på en scen än en scen ur en film.

### Kritiskt mottagande
| Film                    | Rotten Tomatoes       | Metacritic           | IMDb                                |
| ----------------------- | --------------------- | -------------------- | ----------------------------------- |
| Hobbit: En oväntad resa | 64% (271 recensioner) | 58% (40 recensioner) | 8,0 (565 754 recensioner och betyg) |
| Hobbit: Smaugs ödemark  | 74% (216 recensioner) | 66% (44 recensioner) | 8,0 (414 909 recensioner och betyg) |
| Hobbit: Femhäraslaget   | 61% (219 recensioner) | 59% (45 recensioner) | 7,5 (269 591 recensioner och betyg) |
| Genomsnittligt betyg    | 70%                   | 62%                  | 7,8                                 |

### Box office
| Film                    | Premiärdatum     | Biljettintäkter | Box office rankning | Budget       | Ref.    |
| ----------------------- | ---------------- | --------------- | ------------------- | ------------ | ------- |
| Hobbit: En oväntad resa | 12 december 2012 | $1 017 003 568  | #18                 | $200 000     | [ 181 ] |
| Hobbit: Smaugs ödemark  | 11 december 2013 | $960 366 855    | #24                 | $225 000 000 | [ 184 ] |
| Hobbit: Femhäraslaget   | 10 december 2014 | $955 119 788    | #26                 | $250 000 000 | [ 186 ] |
| Totalt                  | Totalt           | 2 932 490 211   |                     | $745 000     |         |